# O Rei Pelé
O Rei Pelé é um filme brasileiro de 1962, com direção de Carlos Hugo Christensen. 

## História
Baseado na autobiografia Eu Sou Pelé (1961), escrita em parceria com Benedito Ruy Barbosa, O Rei Pelé conta a história do futebolista de forma semificcional, do momento de seu nascimento até o título da Copa Intercontinental de 1962. Com diálogos de Nelson Rodrigues, destaca-se durante a película a abordagem do racismo, além de um Pelé assombrado pela morte de um amigo de infância e pelo risco de encerrar a carreira precocemente por conta de lesões, medo esse que é constantemente trazido à tona pelas histórias de seu pai, Dondinho, e do ex-jogador Pitota, ambos os quais passaram pela mesma situação.

## Elenco
- Eduardo Abbas
- Luiz Afonso
- Mario Alimari
- Celeste Arantes
- Nhá Barbina
- Fábio Cardoso
- Fábio Cardoso Jr.
- Laura Cardoso
- Maria Cecília
- Athiê Jorge Coury
- Antônio Cristiano
- Carlos Cristiano
- Dorval
- Lima Duarte
- Raul Duarte
- Vicente Feola
- João Franco
- Luiz Carlos Freitas
- José Gonzalez
- Orlando Guy
- Xisto Guzzi
- Clementino Kelé
- Edmilson Kulhman
- Lima
- Sérgio Livingstone
- Maneco
- João Ramos do Nascimento
- Jair Nascimento
- Maria Luiza Nascimento
- Zoca Nascimento
- David Neto
- Carlos Ozores
- Pagão
- Pelé… Aos 10 anos (Sidney do Nascimento)
- Pepe
- Georgina Rodrigues
- Nelson Rodrigues
- Ubirajara Silva
- Tite
- Agostino Vasco (como Vasco)
- Zito